# Medaille 40. Jahrestag der Gründung der Rumänischen Kommunistischen Partei
Die Medaille 40. Jahrestag der Gründung der Rumänischen Kommunistischen Partei (rumänisch Medalia jubilară 40 de ani de la înfiinţarea Partidului Comunist Român) war eine staatliche Auszeichnung der Volksrepublik Rumänien. Die Stiftung erfolgte am 20. Mai 1961 durch das Dekret Nr. 118 des Staatsrates (Consiliul de stat). Die Veröffentlichung der Statuten erfolgte im rumänischen Staatsanzeiger (Buletinul oficial) Nr. 10. Die Medaille, welche in einer Klasse gestiftet worden war, wurde an Parteimitglieder, die Aktivitäten in der Gründungsphase, bei der Festigung der Partei oder bei der Umsetzung der Parteipolitik besonders beigetragen hatten. Ferner erfolgte die Verleihung auch für Verdienste beim Aufbau des Sozialismus.

## Aussehen und Trageweise
Die vergoldete Medaille zeigt auf ihrem Avers das Symbol der Kommunistischen Partei Rumäniens, d. h. Hammer und Sichel zwischen zwei Getreideähren sowie das Parteikürzel PCR.  Unter dem Parteisymbol sind die Jahreszahlen 1921 - 1961 zu lesen.  Das Revers der Medaille zeigt einen Lorbeerzweig und die sechszeilige Inschrift 40 DE ANI DE LA INFIINTAREA PARTIDLUI COMMUIST DIN ROMANIA.
Getragen wurde die Medaille an der linken oberen Brustseite des Beliehenen an einer 24 mm breiten roten pentagonalen Spange. In das Ordensband sind vier 1 mm breite gelbe Mittelstreifen eingewebt.